# Rauia subtruncata
Rauia subtruncata är en vinruteväxtart som beskrevs av J.A. Steyermark. Rauia subtruncata ingår i släktet Rauia och familjen vinruteväxter. Inga underarter finns listade i Catalogue of Life.